# Медный Каньон
Медный Каньон (исп. Barrancas del Cobre) представляет собой группу из шести отдельных ущелий в Западном Сьерра-Мадре в юго-западной части штата Чиуауа на северо-западе Мексики. Каньоны были образованы шестью реками, которые впадают в западную часть Сьерра-Тараумара (часть Западного Сьерра-Мадре). Все шесть рек сливаются в Рио-Фуэрте и впадают в Калифорнийский залив. По характерному медно-зелёному цвету стены каньон и получил своё название.

## История
Конкистадоры из Новой Испании проникли в регион Медного каньона в XVII веке. Для Испании колонии в Америке были в первую очередь источником добычи золота и серебра. Разумеется, на покорённых территориях католические миссионеры проповедовали христианство. Колонизаторы назвали людей, с которыми они столкнулись, «тараумара». Вероятно, от слова «рарамури», по самоназванию одного из местных племён. Некоторые учёные предполагают, что название может означать «бегущие люди». Конкистадоры обнаружили залежи серебра в открытых каньонах. Многие аборигены были обращены в рабство и направлены для добычи драгоценных металлов. Все попытки восстаний оказались жестоко подавлены. В конце концов большинство жителей были вынуждены покинуть свои земли и уйти в более безопасные земли.
Легенда гласит, что каньоны Сьерра-Тараумара образовались во время сотворения мира, когда камни ещё не заняли свои места и продолжали двигаться.
Общая площадь каньонов составляет 60 тысяч км². Они сформировались более 20 миллионов лет назад. Самые крупные ущелья: Урике, самый глубокий каньон в Мексике (1879 метров); Синфороса, на склонах которого находятся водопады Розалинда и Сан-Игнасио; Батопилас, где до сих проживают общины индейцев племени Рарамури; Кандамена, где расположены поселения Пьедра-Болада и Басасахик, два самых высоких водопада в Мексике и скала Эль-Гиганте высотой 885 метров; Хуапока, где находятся археологические памятники культуры Пакиме и Чинипас.

## Флора и фауна
Западный регион Сьерра-Тараумара содержит многочисленные виды сосен и дубов. Мексиканские дугласово-пихтовые деревья покрывают высокие плато на высоте более 2400 метров, но из-за вырубки лесов в этом районе многие виды дикой природы находятся под угрозой исчезновения. Пумы живут в самых отдаленных регионах и их редко можно увидеть. После летнего сезона дождей эти верхние районы цветут полевыми цветами до октября.
С высоты 1200—2400 метров в огромных лесах растут дубы, а также более теневыносливые деревья. Осенью леса становятся блестящими от цвета Андийских деревьев (Alnus acuminata) и тополей (Populus spp.). На склонах каньона растут низкорослые кустарниковые деревья, которые могут аккомодироваться под сухой сезон. Огромные фикусы (Ficus spp.) и пальмы цветут на дне, где много воды и тропический климат.

## Экосистема

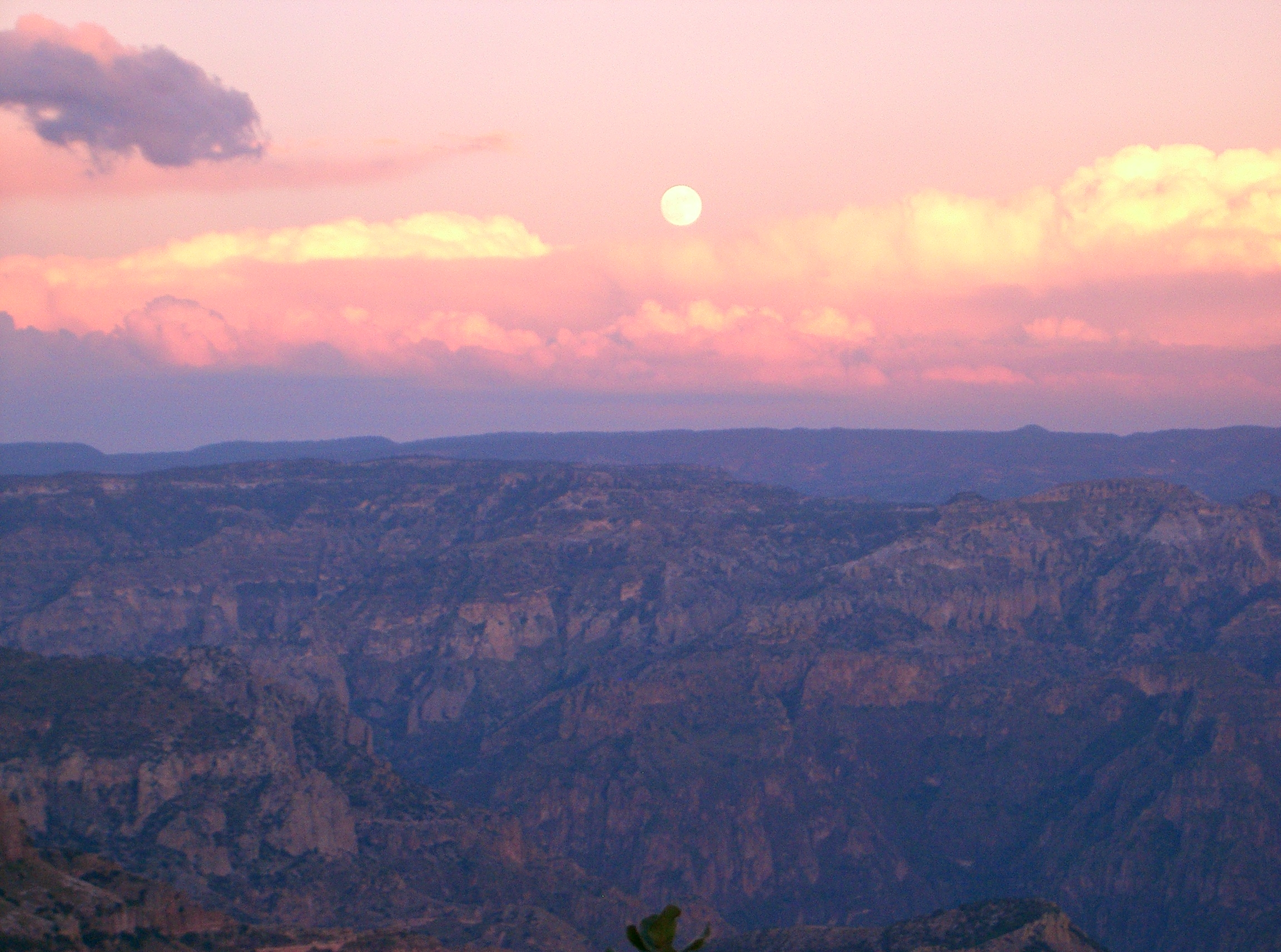
Закат на Медном Каньоне

Из-за увеличения численности населения существует множество угроз для экосистемы западного региона Сьерра-Тараумара. Государственное финансирование для создания «дружественной для туристов» атмосферы создает угрозу для окружающей среды и культуры коренных народов. Были построены дороги в бывших изолированных горных зонах. Сельское хозяйство и выпас скота, а также рубка лиственных и других деревьев на дрова ускорили проблему эрозии почвы. Деревья мескитов (Prosopis spp.) и пустынного железного дерева (Olneya tesota) вырубаются и экспортируются в основном в США для получения древесного угля. Деревья Амапа (Tabebuia chrysantha) являются очень ценным пиломатериалом для строительства и изготовления мебели. Чрезмерная вырубка лесов в этом районе вызвала исчезновение императорского дятла и мексиканского волка. Приблизительно два процента от первоначального количества старовозрастных лесов остаются. Однако Всемирный банк на данный момент отказался от масштабного лесозаготовительного проекта в регионе. Департамент лесного хозяйства Мексики посчитал эти виды деревьев «юридически защищенными», но их сохранение затруднительно.
Правительство приняло меры, чтобы остановить или замедлить выращивание опийного мака и каннабиса, опрыскивая посевы гербицидами, которые угрожают популяциям многих различных видов. Большой сатурнидный мотылек, Rothschildia cincta, является одним из видов, которым угрожает опрыскивание. Их коконы используются местным населением в церемониальных целях.
Открытая добыча меди, золота и других металлов не только приводит к загрязнению воздуха от металлургических заводов, но и связана с серьёзным сокращением количества лягушек Тараумара (Rana tarahumarae). Каждая речная система была перекрыта, что привело к нехватке пресной воды в близлежащих пустынных районах. На Рио-Фуэрте строится огромная плотина, которая создает серьёзные экологические проблемы и может привести к огромным потерям тропических лесов.
Сохранение остается неформальным и медленным. Мексика имеет законы об окружающей среде, но страдает от недостатка финансовых ресурсов. Агентства активно пытаются усилить защиту природных заповедников.

## Климат

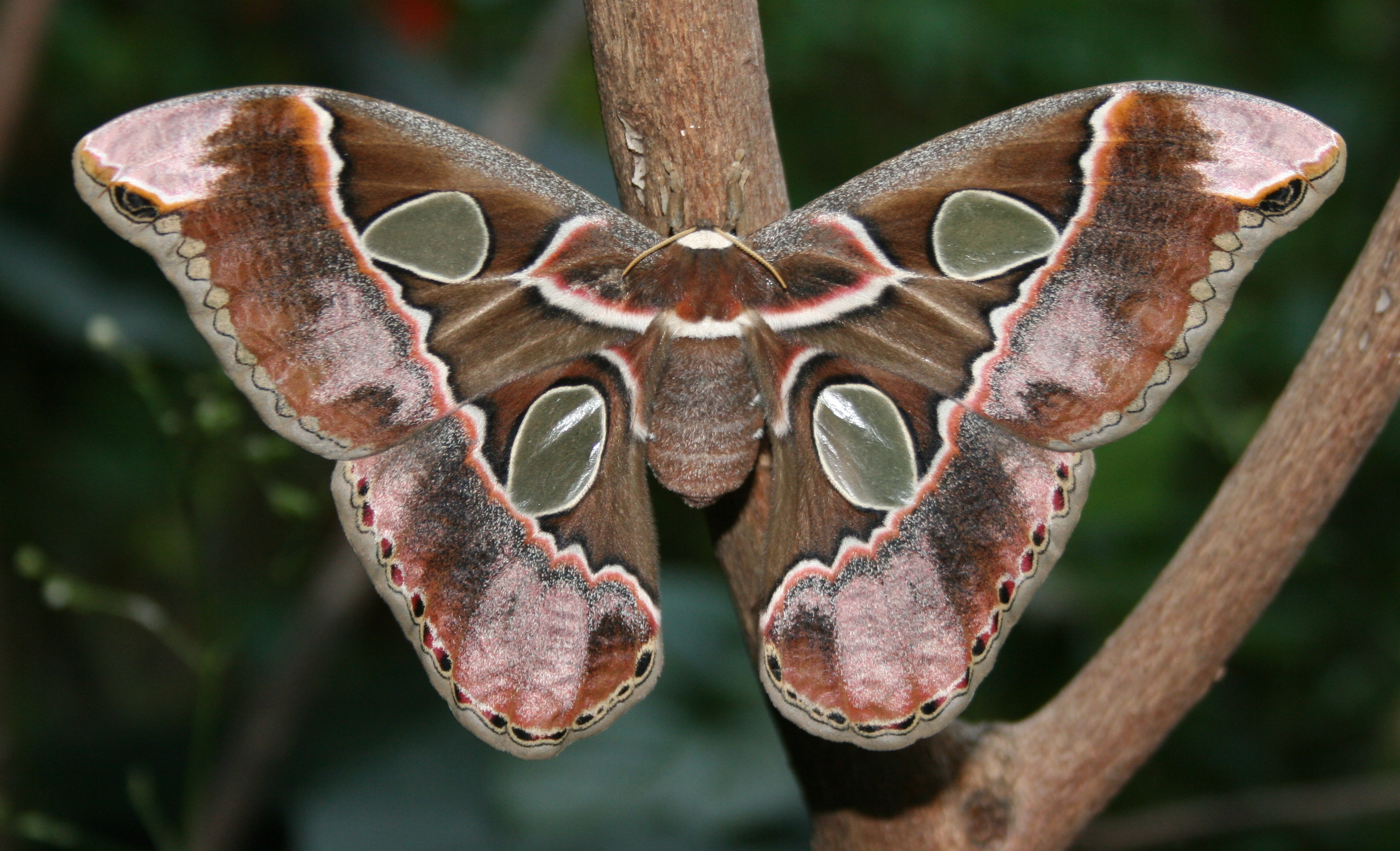
Rothschildia cincta, мотылек

Альпийский климат верхних горных районов Медного Каньона имеет умеренную температуру с октября по ноябрь и с марта по апрель. Температура на этой высоте составляет от −22 °С до 30 °С. Между тем, на дне каньона климат субтропический, дно влажное и теплое и остается таким в течение всего года. Температура здесь колеблется от −12 до 44 ° С. В самые теплые месяцы, с апреля по июнь, засуха является хронической проблемой с небольшим количеством осадков до июля, когда начинается сезон дождей.

## Коренные народы
Традиционные жители Медного Каньона — Тараумара или Рарамури. Без официальной переписи, население народа рарамури, вероятно, колеблется между 35 000 и 70 000 человек. Многие Рарамури проживают в более прохладных горных районах в жаркие летние месяцы и мигрируют глубже в каньоны в более холодные зимние месяцы, где климат более умеренный. Их стратегии выживания заключались в том, чтобы занять районы, которые слишком отдалены для городских жителей, вдали от проторённых дорог, чтобы оставаться изолированными и независимыми, чтобы не потерять свою культуру.
Туризм является растущей индустрией для Медного Каньона, но его принятие обсуждается в местных сообществах. Некоторые сообщества принимают государственное финансирование для строительства дорог, ресторанов и жилья, чтобы сделать этот район привлекательным для туристов. Многие другие группы Рарамури сохраняют свою независимость, живя в районах, максимально удаленных от городской жизни.
Их рацион в основном аграрный, но состоит из мяса домашних коров, кур и коз, диких животных и пресноводных рыб. Кукуруза является наиболее важной частью рациона Рарамури.

## Туризм

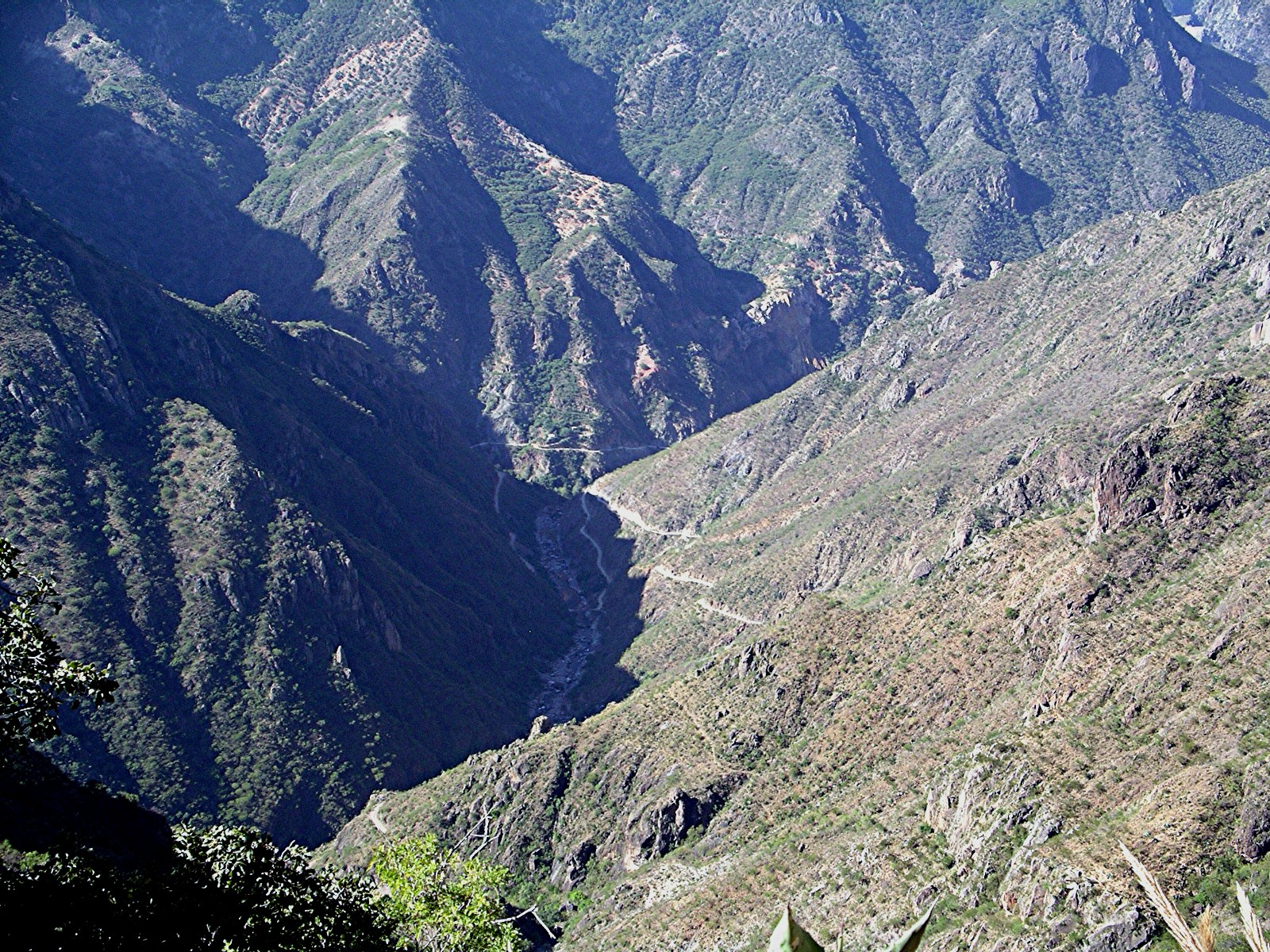
Дорога в Батопилас, Медный Каньон, Чиуауа

Есть много других способов исследовать Медный Каньон, таких как пеший туризм, езда на велосипеде, вождение или катание на лошадях. Самый популярный способ — поездом, так как ChePe проходит по главному каньону Урике, между Чиуауа и Лос-Мочис, в Калифорнийском заливе.
Строительство железной дороги началось в конце XIX века. Революция, отсутствие финансирования и общая сложность строительства железной дороги по такой местности препятствовали её завершению до 1961 года. Железная дорога длиной 652 километров имеет 39 мостов и 86 туннелей. Общая поездка занимает около 15 часов и проходит через города, а также высокие скалы каньонов. Вдоль железной дороги многие Тараумаранцы выкладывают свои продукты, ремесла и другие товары на продажу.
Мексика создала Национальный парк Барранка-дель-Кобре (Национальный парк Медный Каньон) для демонстрации этого отдаленного района. Парк расположен в муниципалитетах Батопилас, Бокойна, Гуачочи и Урике.

## Поселения и города
- Бауичиво
- Басасеачи, расположенный от водопада Басасеачи на 246 метров. Города и ранчо Сан-Лоренцо, Кауисори и Хуахумар окружают край каньона, где также находится самый высокий водопад Мексики Пьедра Волада (366 метров). Он находится на главной федеральной трассе 16 между Чиуауа и Эрмосильо.
- Батопилас, располагается на высоте около 600 метрах над уровнем моря, город на реке Батопилас был первый установлен испанцами в 1632 года для добычи серебра. Он расположен в 30 километрах к юго-востоку от Урике.
- Бокойна, в 30 километрах к востоку от Криля, и на восточном откосе континентального водораздела.
- Криль, находится на вершине каньона и на высоте 2340 метров.
- Дивизадеро, ключевая остановка поезда и смотровая площадка с потрясающим видом на ущелье Урике в Барранка-дель-Кобре. Поезд ChePe позволяет посетителям останавливаться на 15-20 минут, чтобы насладиться видом. Дивизадеро и близлежащие Арепонапучи (расположенные в 4 километрах к югу) являются главными тропами в каньоне и для походов в каньон Рио Урике.
- Урике, 560 метров. Расположен у подножья каньона ниже Бауичиво, на реке Урике. Это 30 км к северо-западу от Батопиласа.
- Теморис, двойной город, расположенный в 400 метрах друг от друга на высоте. Расположенный на Рио Септентрион, нижний Теморис находится на высоте 1000 метров.

## В культуре
Медный Каньон был показан в 12-м эпизоде 1-го сезона «Выжить любой ценой» на телеканале Discovery.
В научной литературе Кристофера МакДугалла «Рожденный бежать» рассказывается об истории бегуна Мики Истина в Медном каньоне с индейцами Тараумара, который научил его бегать лучше.